# Ada Mee
Ada Mee (n. Turingia; 1946) es una artista alemana que vive en Heidelberg y expresa su arte mediante diversas técnicas (pintura, litografía, fotografía).

## Vida

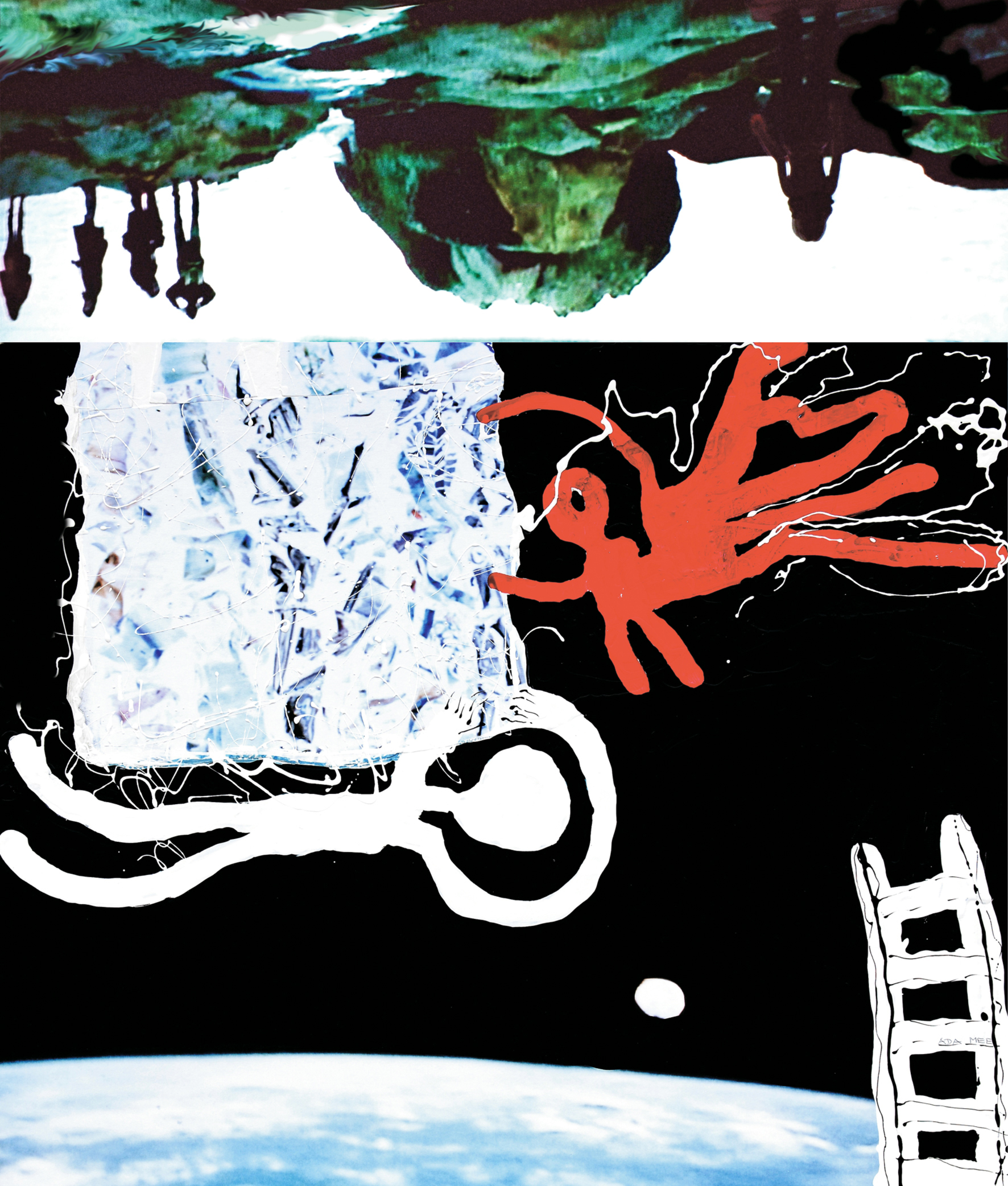
Antipoden de Ada Mee, 2015, litografía

Ada Mee, nacida en 1946 en Turingia, vivió preliminarmente en Jena hasta su fuga en 1952 hacia la República Federal de Alemania. Creció en,  Bremen, en la Eifel, en el Jura de Suabia y en Stuttgart. En Stuttgart recibiría su título escolar y comenzaría sus estudios de arquitectura para luego recibir el título de ingeniera diplomada, en Karlsruhe. Hoy en día vive en Heidelberg, está casada y tiene una hija. Es un miembro del BKK (Asociación Federal de Artistas Plásticas), del foro de Arte de Heidelberg y de la Galería Kunsthöfle en Stuttgart-Bad-Cannstatt.

## Manera de trabajar, cita y obra
Vivo mi arte variable, como primavera, estío, otoño e invierno. Por eso no me dejo atrapar en nada, ya sea lineal, temático o conceptual.
Ada Mee, 2001

Hommage an Charlie Hebdo de Ada Mee, 2015, fotografía escenificada

Das Wunder von Puijiang y E-Mann de Ada Mee, 2013 y 2015, arte conceptual escenificado

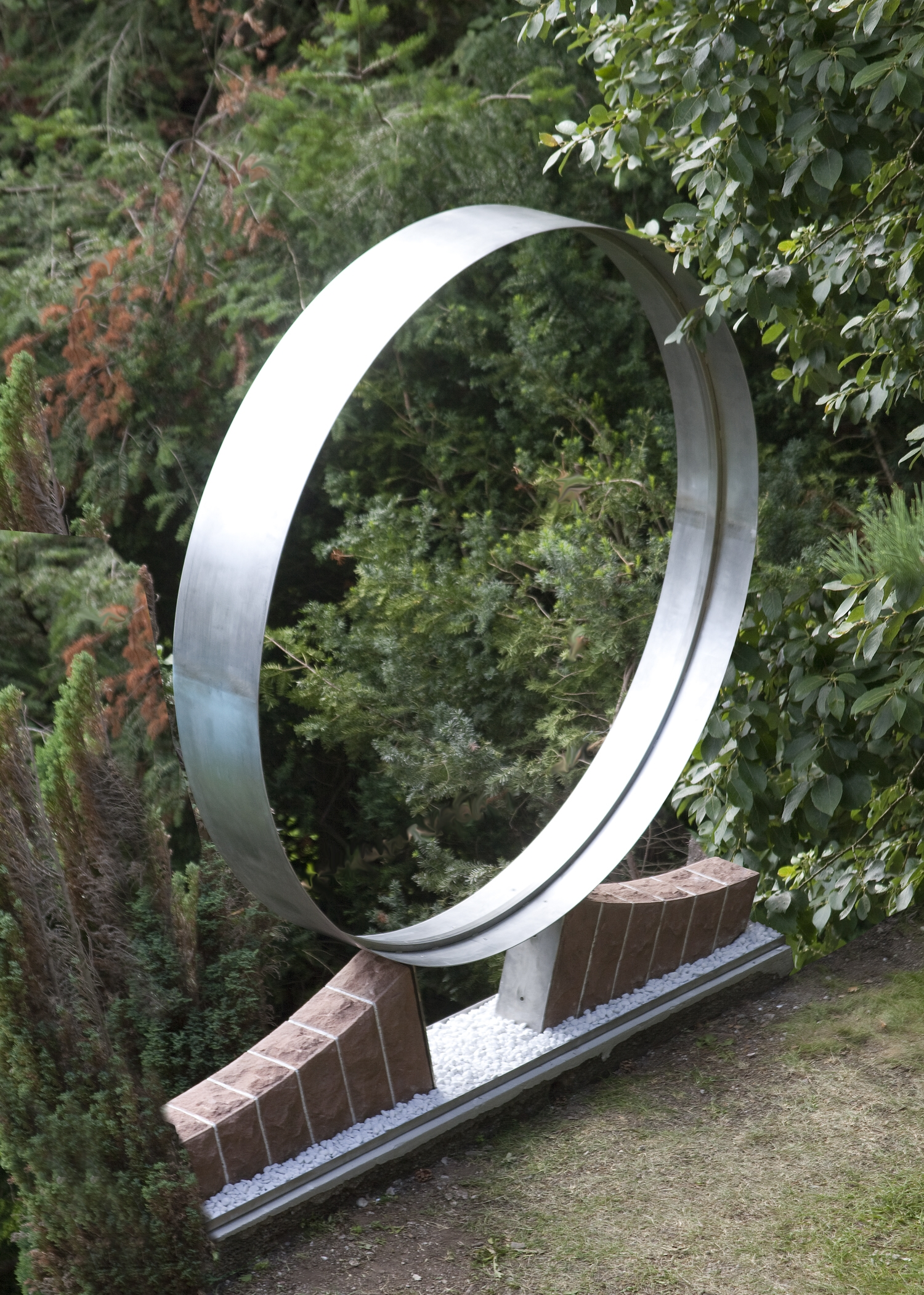
Der Ring zum Richard-Wagner-Jahr de Ada Mee, 2013, objeto de dos bloques en arenisca de Neckar-Odenwald con juntas ficticias, aro y base de acero V2A

Conchita, unterwegs zwischen den Geschlechtern de Ada Mee, 2014, bronce, colado según Karl Casper

Se reflejan relaciones reales y una disputa con nuestro ambiente artificial en las obras entre las cuales se incluye el componente pictórico también. Sus trabajos nos sumergen en su mundo, que muestran una realidad constituida por fragmentos de sueños mixtos con emociones. Pinta, toma fotografías, descubre y combina cosas visibles y supuestas. No solo la inmediación sino también la distancia estarán juntas en la busca de unidad.

### Pintura
Con pintura al acrílico, a la acuarela, aguada, lápiz, tinta china su madera, cartón y papeles diversos.

### Litografía
Impresiónes litográficas – técnica según Sennefelder hasta 1999. Cambio de la técnica de las placas de presión en aluminio. Por cada color utiliza una placa de presión diferente.

### Fotografías escenificadas
Describe sus fotografías en lienzo como arte aplicada – la transformación artística y/o modificación de estructuras primeras mediante pintura y/o trazados digitales. Combina pintura y fotografías propias, las modela y diseña en el ordenador, cambia formas de nuevo, cambia colores, pinta real, hasta puede identificarse con su obra.

### Arte conceptual escenificado
Se estrellan mundos de imaginación muy opuestos en sus escenificaciones, fantasías mixtas con realidades que frecuentemente muestran una realidad estremecedora. 
1. La maravilla de Pujiang ha gravemente tocado muchas personas. El pequeño chico chino se deslizaba en un tubo de desagüe durante su nacimiento en un retrete. Fue liberado por el cuerpo de bomberos mediante una operación de rescate dramática después de largos periodos de tiempo. Suceso real en mayo de 2013.
2. Miramos cuerpos que son exornados y cuerpos que son reparados con próstesis y tubos telescópicos sintéticos. Otros cuerpos ya no se pueden ver. Son obligados a vestir trajes protectores por culpa de epidemias como el ébola o gérmenes resistentes, para no pagar con sus vidas propias por la ayuda.

## Reconocimiento y promociones
- 2013: Selección por Heise Premio de Arte (enlace roto disponible en Internet Archive; véase el historial, la primera versión y la última). 2014
- 2009: Promoción de Fundación del Banco Regional de Baden-Wurtemberg, Katalog: Lithographien vom Stein
- 2008: Promoción de Fundación del Banco Regional de Baden-Wurtemberg, Katalog: Maroc mon amour. 1996, pintura por el exhibición en el club prensa de Bonn
- 2006: Reconocimiento profesional “UnFAIRblümt“, Haus der Demokratie und Menschenrechte, Berlín
- 2006: Premio de arte de la comarca Alzey-Worms[1]
- 2005: Selección por el calendario gráfico de Johann Kasper Zeus, 2006, ciudad Kronach

## Exhibiciones

### Exhibiciones grupales internacionales y suprarregionales
- 1993: Galería Everarts, París
- 1996: Club prensa de Bonn, Maroc mon amour
- 2002, 1998: Foire Internationale Lac Luxembourg, Salon de Printemps, Letzeburger Artisten Center
- 2011, 2008, 2006, 2004, 1999: Museo Wilhelm–Fabry Hilden[2]
- 2013, 2005, 2004, 2003, 2002, 2001, 2000: Mini Print Internacional de Cadaqués
- 2000: Museo de la ciudad Halle, Halle und das Salz der Erde
- 2000: Museo de la ciudad Pforzheim, Drogen
- 2014, 2006, 2002: Thumb International Fürstenwalde (enlace roto disponible en Internet Archive; véase el historial, la primera versión y la última)., Spree
- 2004: Licher premio de fotografía internacional
- 2005: Museo femenino de Bonn
- 2005: Museo van Bommeln van Dam, Venlo, Holanda
- 2015, 2007, 2005: Fórum de Arte de Rheinbach, Kunst auf dem Campus
- 2007: Museo del castillo de la ciudad Schwarzenberg, art und figura
- 2008: Third Beijing International Art Biennale China, Peking
- 2008: Museo Senckenberg, Fráncfort del Meno, Senckenberg-Brunnen
- 2012: Museo del torre de Zündorf, Colonia
- 2014, 2013, 2012, 2009: Marler Kunststern, Marl
- 2014, 2013: Internationale Biennale Hamburg

### Exhibiciones individuales (selección)
- 1991: Villa Meixner Brühl, colección del KulturForum Europa, Schicksale
- 1992: Concejo municipal de Heilbronn, Steindrucke
- 1993: Mettnau-Radolfzell, Menschen – Landschaften
- 1997: Galería Adelfinger, Lampertheim, Gemalt-Gedruckt-Geformt
- 1999: Cas Karlsruhe, Positiv
- 2007: Bad Bergzaberner KunstSaison
- 2010: Galería Kunsthöfle (enlace roto disponible en Internet Archive; véase el historial, la primera versión y la última)., Stuttgart, code 08-21[3]
- 2011: 6° Bergzabener KunstSaison en el castillo de los duques de Zweibrücken
- 2013: Museo del Arte de la Alemania y Europa Oriental, Sank Julian[4]
- 2015: Galería Kunsthöfle (enlace roto disponible en Internet Archive; véase el historial, la primera versión y la última)., Stuttgart, Mensch wer bist du?[5][6]

### Otras exhibiciones suprarregionales (selección)
- 2015: Inszenierung der Realität, Fórum de Arte de Heidelberg
- 2015: Sportlich, Fórum de Arte de Heidelberg[7]
- 2014: Poemas ilustradas de Christian-Morgenstern, Werder (Havel)
- 2013: Wellen, QQTec, Hilden
- 2013: Heimat, Calendario de los Heise Premios de Arte 2014, puesto de bomberos viejo, Dessau
- 2012: genug ist genug, Fórum de Arte de Heidelberg[8]
- 2012: Wertschöpfung, Galerie Kunsthöfle (enlace roto disponible en Internet Archive; véase el historial, la primera versión y la última)., Stuttgart[9]
- 2010: Nachts, Fórum de Arte de Heidelberg[10]
- 2009: Visionen, 10° Kunstkreuz Berlin-Kreuzberg
- 2008: Die Freiheit, die ich meine, 9° KunstKreuz Berlín-Friedrichshain
- 2008: SpielArt, exhibición de la Asociación Federal de Artistas Plásticas
- 2008: Zirkus, 7° Jesteburger Kunstwoche
- 2008: Im Namen der Lippischen Rose Archivado el 18 de julio de 2013 en Wayback Machine., premio de arte y diseño
- 2007: Überzeichnet, Fórum de Arte de Heidelberg[11]
- 2006: Schaufenster à la Art, premio de arte de la comarca Alzey-Worms
- 2006: Die Kunst des Alterns, Caritas Altenhilfe, Berlín[12]
- 2006: Bewegung, Dynamik und Kraft, premio de arte de Wesseling
- 2006: wie die sachen oft querre gehen, premio de arte de la ciudad Augsburg
- 2005: Johann Kasper Zeus-Kalender 2006, Kronach
- 2005: Nibelungenlied, AmtsHausGalerie, ciudad Freudenberg
- 2004: Grenzfälle, 6° Kunstwoche Jesteburg
- 2004: Zeitgenössische bildende Kunst, Salzburgo[13]
- 2002: Reaktion-Bilder, Hermann Hesse Calw International
- 2002: Literarischer Simrock-Freiligrath-Weg, Bad Honnef
- 2001: Welde Galerie, Schwetzingen
- 2001: Kunst im Burgrafiat, ciudad Alzey
- 2000: Jubiläumsbilder, Galería de la caja de ahorros Karlsruhe
- 2000: Sichtweisen, Castillo Öhringer, ciudad Öhringen
- 2015, 2014, 2013, 2012, 2011, 2010, 2007: Fórum de Arte de Heidelberg